# Landschaftsschutzgebiet Boekzeteler Meer und Umgebung

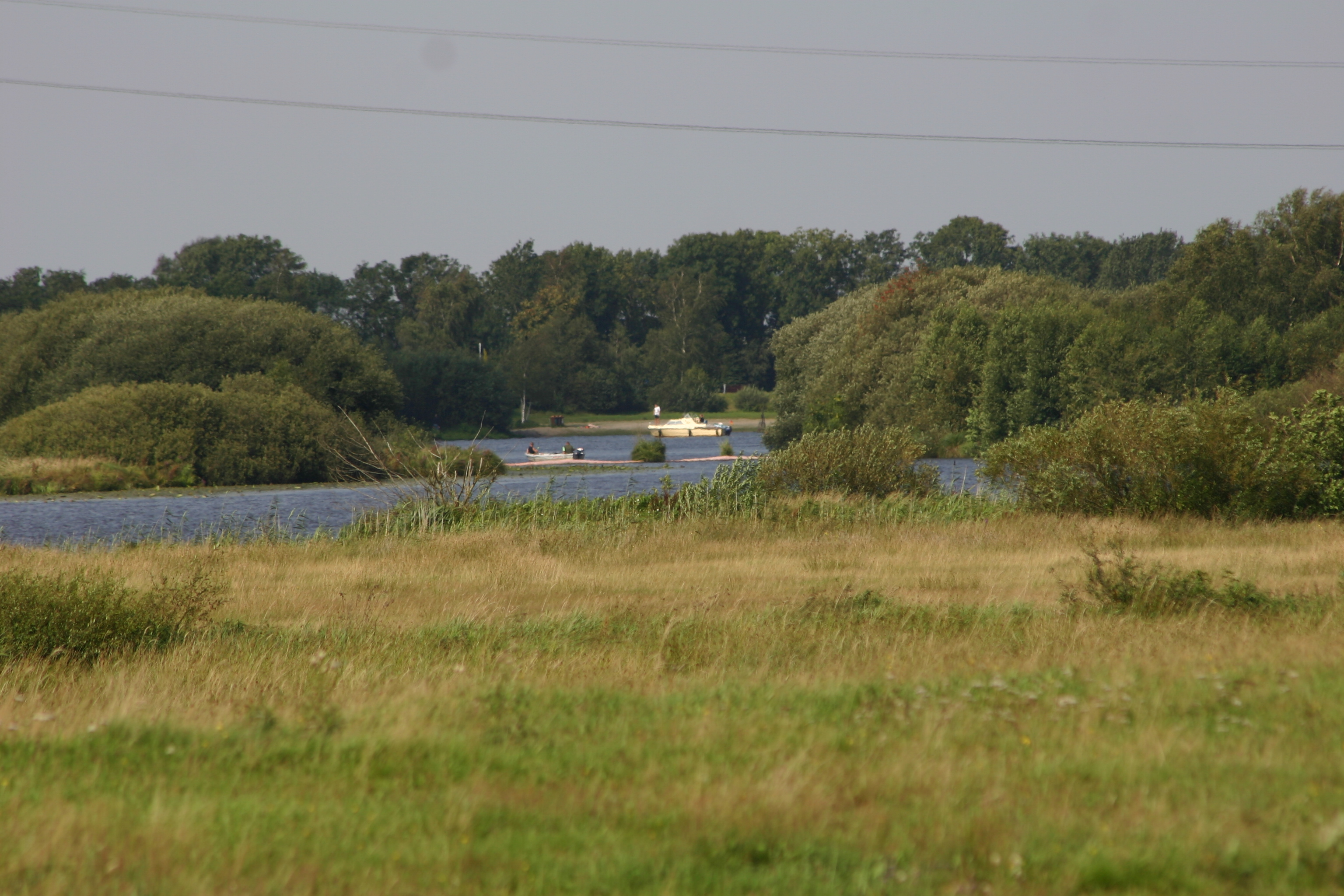
Blick vom Boekzeteler Meer (Vordergrund) auf das Timmeler Meer (Hintergrund) mit Sportbooten

Das Landschaftsschutzgebiet Boekzeteler Meer und Umgebung ist ein Landschaftsschutzgebiet auf Teilgebieten der Landkreise Aurich sowie Leer es Bundeslandes Niedersachsen. Es trägt im Auricher Bereich die Nummer LSG AUR 00021 sowie die Nummer LSG LER 00020 im leeraner Teil.

## Beschreibung des Gebiets
Das am 20. September 1966 vom Landkreis Aurich ausgewiesene Landschaftsschutzgebiet umfasst eine Fläche von 0,37 Quadratkilometern. Diese liegen im Landkreis Leer auf dem Gebiet der Gemeinde Moormerland (Ortsteile Hatshausen und Boekzetelerfehn) sowie im Landkreis Aurich in der Gemeinde Großefehn (Ortsteil Timmel). Das Landschaftsschutzgebiet liegt im Übergangsbereich zwischen Marsch und Geest. Es ist von Niederungsgrünland und Niedermoor geprägt. Es wird von kanalartigen Tiefs, vor allem dem Bagbander Tief durchflossen und ansonsten von Grundwasser gespeist. Westlich ist es von der Landesstraße 14 begrenzt. Dort erstreckt es sich von der Brücke über das Fehntjer Tief bis zur Einmündung des Klosterweges in Hatshausen. Im Süden bildet der Klosterweg bis zum Aufschlagsweg die Grenze, im Osten und Norden begrenzen Aufschlagsweg, der Boekzetelerfehnkanal, der Jheringsfehnkanal, das Bagbander Tief das Gebiet. Im Norden und Westen reicht es bis wiederum bis Brücke über das Fehntjer Tief an die Landstraße Nr. 14. Hinzu kommt der Südteil des Timmeler Meeres. Eingebettet liegt das Naturschutzgebiet Boekzeteler Meer.